# Championnes de France de natation en bassin de 50 m du 1 500 m nage libre
| Championnat | Lieu                             | Athlète                         | Naissance | Âge   | Club                                          | Temps                            |
| ----------- | -------------------------------- | ------------------------------- | --------- | ----- | --------------------------------------------- | -------------------------------- |
| 1965 hiver  | Marseille Piscine Vallier (25 m) | Annie Vanacker                  |           |       | Cercle des nageurs de Marseille               | 20 min 10 s 2                    |
| 1965 été    | Paris Georges Vallerey           | Annie Vanacker                  |           |       | Cercle des nageurs de Marseille               | 20 min 14 s 6                    |
| 1966 hiver  | Le Mans (25 m)                   | Claude Mandonnaud               |           |       | ASPTT Limoges                                 | 19 min 40 s 8                    |
| 1966 été    | Paris Georges Vallerey           | Claude Mandonnaud               |           |       | ASPTT Limoges                                 | 19 min 45 s 1 RF                 |
| 1967 hiver  | Caen (25 m)                      | Claude Mandonnaud               |           |       | ASPTT Limoges                                 | 19 min 22 s 2                    |
| -----       |                                  |                                 |           |       |                                               |                                  |
| -----       |                                  |                                 |           |       |                                               |                                  |
| 1998 - 2002 |                                  | non disputé                     |           |       |                                               |                                  |
| 2003        | Saint-Étienne                    | Simona Paduraru Laure Manaudou  | 1981 1986 | 22 17 | Roumanie Cercle des Nageurs de Melun-Dammarie | 16 min 29 s 32 16 min 34 s 14 RF |
| 2004        | Dunkerque                        | non disputé                     |           |       |                                               |                                  |
| 2005        | Nancy                            | Laure Manaudou                  | 1986      | 19    | Cercle des Nageurs de Melun-Dammarie          | 16 min 16 s 18 RF                |
| 2006        | Tours                            | Laure Manaudou                  | 1986      | 20    | Cercle des Nageurs de Melun Val de Seine      | 16 min 03 s 01 RF                |
| 2007        | Saint-Raphaël                    | Aurélie Muller                  | 1990      | 17    | Cercle des nageurs de Sarreguemines           | 16 min 27 s 97                   |
| 2008        | Dunkerque                        | non disputé                     |           |       |                                               |                                  |
| 2009        | Montpellier                      | Camelia Potec Coralie Codevelle | 1982 1992 | 27 17 | Roumanie CS Meaux Natation                    | 15 min 52 s 37 RE 16 min 39 s 44 |
| 2010        | Saint-Raphaël                    | non disputé                     |           |       |                                               |                                  |